# 青州镇 (和平县)
青州镇是中国广东省河源市和平县下辖的一个镇，位于和平县西南部。辖区总面积152.6平方公里，下辖1个社区10个村，总人口1.5536万人。区内多山地，海拔在450米至500米左右。

## 行政区划
青州镇下辖以下村级行政区划单位
街道社区、星和村、星兴村、星联村、星塘村、永丰村、先锋村、船埠村、新建村、片田村和山塘村。